# 多列瓦茨

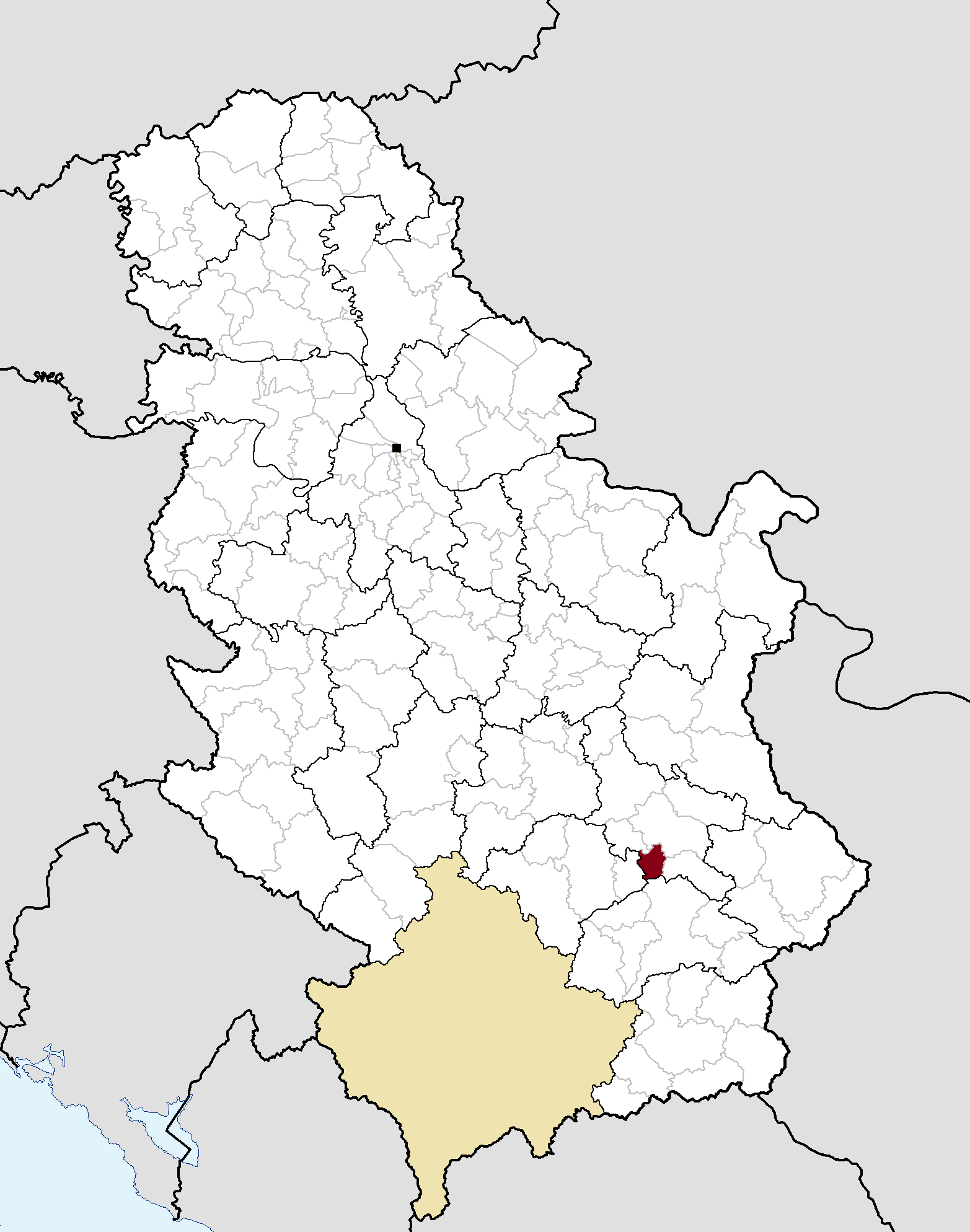

43°12′N 21°50′E / 43.200°N 21.833°E
多列瓦茨，是塞爾維亞的城鎮，位於該國東南部，由尼沙瓦州負責管轄，面積121平方公里，海拔高度193米，2011年人口18,463，人口密度每平方公里153人。